# 1414
1414 (MCDXIV) var ett normalår som började en måndag i den julianska kalendern.

## Händelser

### April
- 5 april – Alvastra kloster eldhärjas.[1]

### Okänt datum
- På ett kyrkomöte i Konstanz bekräftas heliga Birgittas kanonisering.
- Biskopsstolen i Västerås är vakant, varvid Erik av Pommern insätter sin egen skattemästare på posten.
- Frälset i småländska Värend utfärdar den så kallade Växjöstadgan, som gör det svårare för bönderna att lämna sina gårdar. Liknande åtgärder vidtas av stormännen i Skara vid samma tid.
- Thomas Simonsson blir biskop i Strängnäs.

## Födda
- 21 juli – Sixtus IV, född Francesco della Rovere, påve 1471–1484.

## Avlidna
- Trung Quang De, kejsare av Vietnam.
- Ture Bengtsson (Bielke) d.y., svenskt riksråd.
- Vladislav av Neapel, kung av Neapel.

### Fotnoter
1. ↑  ”Värmlands brandhistoriska klubb”. Arkiverad från originalet den 12 oktober 2011. https://www.webcitation.org/62NB7kO36?url=http://www.brandhistoriska.org/olyckor_se.html. Läst 25 mars 2011.